# Listă cu nave maritime importante

## Listă cu vapoare cu aburi și motor
- ▪ 	Britannia
- ▪ 	Lusitania
- ▪ 	Andrea Doria
- ▪ 	Queen Elizabeth
- ▪ 	Queen Mary (3 vapoare)
- ▪ 	France
- ▪ 	Frisia
- ▪ 	Bremen
- ▪ 	Emden
- ▪ 	Titanic
- ▪ 	Bismarck
- ▪ 	Graf Spee (3 vapoare)
- ▪ 	Wilhelm Gustloff
- ▪ 	Otto Hahn
- ▪ 	Exxon Valdez (a produs cea mai mare catastrofală ecologică in Arktis)
- ▪ 	Great Britain
- ▪ 	Great Western
- ▪ 	Great Eastern
- ▪ 	Olympic
- ▪ 	Die weißen Schwäne des Südatlantik (Lebedele albe ale Atlanticului de sud)

## Listă cu vasele cele mai mari ca tonaj
| Nume                                             | Categorie                         | BRT / Tonaj | Lungime  | Lățime  | Inălțime | Stare             |
| ------------------------------------------------ | --------------------------------- | ----------- | -------- | ------- | -------- | ----------------- |
| Pierre Guillaumat                                | Tanker (petrolier)                | 277.000 t   | 414,23 m | 63,05 m | 35,92    | nu-i in funcțiune |
| Knock Nevis (ex Jahre Viking)                    | Supertanker ULCC                  | 260.815 t   | 458,45 m | 68,80 m | ?        | In funcțiune      |
| TI Oceania                                       | Tanker                            | 234.006 t   | 380,00 m | 68,00 m | 34 m     | In funcțiune      |
| Exxon Valdez (din 1989: Sea River Mediterranean) | Tanker                            | 214.862 t   | 300 m    | 50 m    | 20 m     | nu-i in funcțiune |
| Freedom of the Seas                              | Passagierschiff (vas de pasageri) | 154.407 t   | 338,75 m | 56,00 m | 72 m     | In funcțiune      |
| Queen Mary 2                                     | Passagierschiff                   | 148.873 t   | 345,03 m | 41,08 m | 71,94 m  | In funcțiune      |
| Colombo Express                                  | Containerschiff                   | 104.000 t   | 335,00 m | 43,00 m | 60,5 m   | In funcțiune      |
| USS Ronald Reagan (CVN-76)                       | Flugzeugträger (portavion)        | 104.000 t   | 332,80 m | 40,80 m | ?        | In funcțiune      |
| Golar Freeze                                     | Flüssiggastanker                  | 95.879 t    | 287,50m  | 43,40m  | ?        | In funcțiune      |
| Torrey Canyon                                    | Tanker                            | ?           | 297,12 m | 38,25 m | 21 m     | scufundat         |
| Queen Elizabeth 2                                | Passagierschiff                   | 70.327 t    | 294,00 m | 32,00 m | ?        | In funcțiune      |
| Titanic                                          | Passagierschiff                   | 46.329 t    | 269,04 m | 28,19 m | 56 m     | scufundat         |
| Bismarck (navă de război)                        | Schlachtschiff (vas de război)    | 50.900 t    | 251,0 m  | 36 m    | ?        | scufundat         |

## Listă cu vasele cele mai mari după lungime
| Nume                                              | Categorie                         | BRT (Tonaj) | Lungime  | Lățime  | Inălțime | Situație          |
| ------------------------------------------------- | --------------------------------- | ----------- | -------- | ------- | -------- | ----------------- |
| Knock Nevis (ex Jahre Viking)                     | Supertanker ULCC (petrolier)      | 260.815 t   | 458,45 m | 68,80 m | ?        | In funcțiune      |
| Pierre Guillaumat                                 | Tanker petrolier                  | 277.000 t   | 414,23 m | 63,05 m | 35,92    | nu-i in funcțiune |
| Emma Maersk                                       | Containerschiff                   | ?           | 397,00 m | 54,60 m | ?        | In funcțiune      |
| Hellespont Fairfax                                | Tanker                            | 234.006 t   | 380,00 m | 68,00 m | 34 m     | In funcțiune      |
| Genesis of the Seas                               | Passagierschiff (vas de pasageri) | 220.000 t   | 360,00 m | 47,00 m | 73 m     | In construcție    |
| Sine Maersk                                       | Containerschiff                   | 91.560 t    | 347,00m  | 42,90m  | ?        | In funcțiune      |
| Queen Mary 2                                      | Passagierschiff                   | 148.873 t   | 345,03 m | 41,08 m | ?        | In funcțiune      |
| Freedom of the Seas                               | Passagierschiff                   | 154.407 t   | 338,75 m | 56,00 m | ?        | In funcțiune      |
| Colombo Express                                   | Containerschiff                   | 104.000 t   | 335,00 m | 43,00 m | 60,5 m   | In funcțiune      |
| USS Ronald Reagan                                 | Flugzeugträger (portavion)        | 104.000 t   | 332,80 m | 40,80 m | ?        | In funcțiune      |
| MSC Pamela                                        | Containerschiff                   | 107,200 t   | 321,00 m | 45,60 m | ?        | In funcțiune      |
| Exxon Valdez (seit 1989: Sea River Mediterranean) | Tanker                            | 214.862 t   | 300 m    | 50 m    | 20 m     | nu-i in funcțiune |
| Torrey Canyon                                     | Tanker                            | ?           | 297,12 m | 38,25 m | 21 m     | scufundat         |
| Queen Elizabeth 2                                 | Passagierschiff                   | 70.327 t    | 294,00 m | 32,00 m | ?        | In funcțiune      |
| Titanic                                           | Passagierschiff                   | 46.329 t    | 269,04 m | 28,19 m | 56 m     | scufundat         |
| Bismarck (Schlachtschiff)                         | Schlachtschiff (vas de război)    | 50.900 t    | 251,0 m  | 36 m    | ?        | scufundat         |

## Vezi și
- Listă de nave militare românești
- Bulgaria (navă)